# Lancia Y10
El Autobianchi Y10 es un supermini y económico fabricado entre 1985 y 1995 y comercializado bajo la marca Lancia en la mayoría de los mercados de exportación (como Lancia Y10). Se fabricó en la planta Autobianchi de Fiat en Desio, Milán, hasta 1992 y, posteriormente, en Arese, cerca de las plantas de Alfa Romeo. Además de un nivel de equipamiento relativamente alto para su segmento, el Y10 incorporaba un nuevo diseño de suspensión trasera de eje rígido (denominado eje Omega), que posteriormente compartió con el renovado Fiat Panda. A pesar de su corta longitud, el Y10 tenía un coeficiente aerodinámico de tan solo 0,31.
La producción totalizó aproximadamente 850.000 unidades en los primeros siete años, a pesar de ser un producto más caro y de nicho que sus hermanos Fiat. Además de su estilo único y su lujoso equipamiento, la aerodinámica del Y10 mejoró el ahorro de combustible. Las ventas en el Reino Unido nunca fueron muy buenas, y se retiró del mercado a finales de 1991. Esto ocurrió más de dos años antes de que Lancia se retirara por completo de Gran Bretaña y de todos los demás mercados con volante a la derecha. Lancia se mantuvo en el segmento de los vehículos con volante a la izquierda con el Ypsilon, de similar comercialización.

## Características
El Autobianchi Y10 hizo su debut oficial en el Salón del Automóvil de Ginebra en marzo de 1985 como reemplazo del A112, que tenía quince años. Perdió el título de Coche del Año en Europa 1986 frente al Ford Scorpio.
El Y10 se basa en la plataforma del Fiat Panda contemporáneo (de primera generación) y, por lo tanto, conserva la disposición de los principales componentes mecánicos de la mayoría de los coches pequeños de su época: tracción delantera, motor delantero transversal con caja de cambios en línea, sistema de frenos de discos delante y de tambor detrás, suspensión delantera independiente con suspensión MacPherson y brazo de arrastre negativo. En la parte trasera, sin embargo, adopta una nueva disposición que lo diferencia del Fiat Panda, al menos de la primera serie en producción en aquel momento. Si bien sigue siendo un eje rígido, el del Y10 se distingue por su estructura original, conocida como "omega", debido a la forma arqueada del brazo tubular que conecta las ruedas, anclado a la carrocería mediante una articulación central y dos puntales longitudinales. La presencia de estos últimos también está relacionada con el cambio de elementos elásticos, consistentes en muelles helicoidales en lugar de las ballestas más anticuadas utilizadas en el Panda. Sin embargo, el Panda adoptaría el mismo eje "omega" a partir del año siguiente, con la renovada serie de 1986, denominada Supernova. En comparación con el Fiat Panda, el Y10 se sitúa, sin embargo, a un nivel técnico superior, subrayado por la adopción de exclusivamente motores de gasolina de cuatro cilindros refrigerados por agua, una caja de cambios de cinco marchas de serie en todas las versiones, así como los frenos de potencia.

### Diseño
El A112 permaneció a la venta, junto con el Y10, casi hasta finales de 1986. El Y10 se vendió bajo la marca Autobianchi en Italia, Portugal, Francia y Japón. En la mayoría de los demás mercados se vendió bajo la marca Lancia. En Portugal, se mantuvo como Autobianchi hasta 1989, y desde entonces se le asignó la marca Lancia.

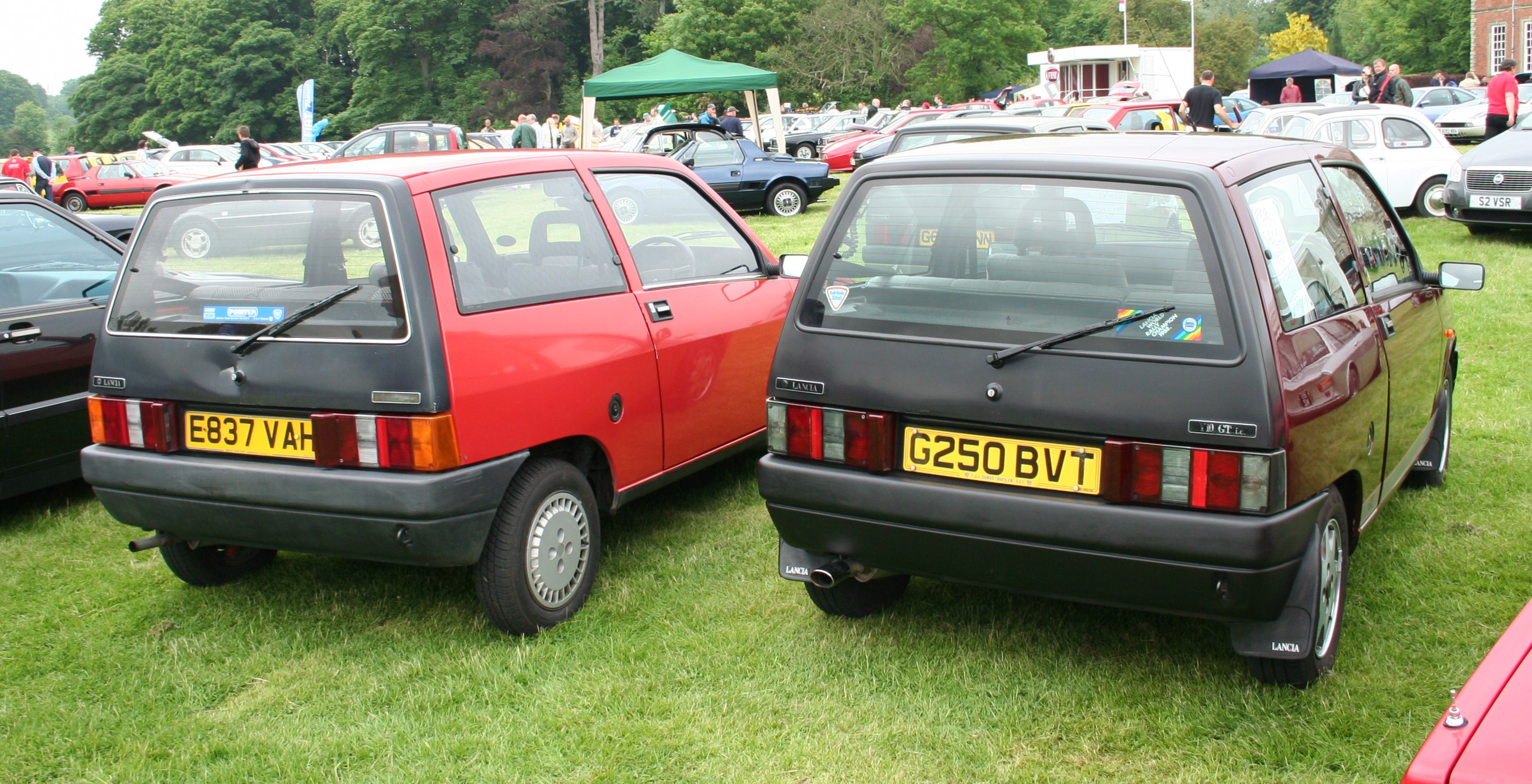
Parte trasera del Y10 con portón trasero negro

La innovación de diseño más importante del Y10 fue el corte vertical de la parte trasera, caracterizado por el portón trasero pintado en negro satinado, independientemente del color elegido para la carrocería. La notable forma de cuña de la pequeña carrocería resulta muy aerodinámica ({\displaystyle \scriptstyle C_{\mathrm {d} }} 0.31) gracias al capó, inclinado hacia el parabrisas curvo, y a las ventanillas laterales, montadas a ras de la carrocería, así como a la ausencia de vierteaguas, las manillas de las puertas empotradas y el techo ligeramente estrechándose hacia atrás.
Todas estas características eran únicas para un coche pequeño en 1985 y fueron desarrolladas por el Centro Stile Fiat, entonces dirigido por Vittorio Ghidella. La definición del proyecto Y10 requirió más de tres años de estudio. Era necesario que este coche tuviera una identidad muy específica para que pudiera ser inequívocamente incluido bajo la marca Lancia. Los diseños se confiaron inicialmente a Pininfarina y Giorgetto Giugiaro, así como al Centro Stile Fiat. Se realizaron cientos de dibujos con bocetos y maquetas a partir de 1980. Finalmente, el Centro Stile Fiat seleccionó y desarrolló el diseño que mejor respondía a la idea de un coche destinado a un usuario específico, "selecto y de élite", un auténtico buque insignia en miniatura, deseado tanto por las mujeres como un bolso e identificado por los hombres como su perfume favorito.
El coche contaba con faros rectangulares, junto con una parrilla sencilla. El parabrisas, instalado con resina de silicona en lugar de una junta de goma, era amplio e inclinado, con un solo limpiaparabrisas. El lateral se caracterizaba por una línea de cintura que partía de la base del capó y ascendía gradualmente a medida que se acercaba al borde inferior del portón trasero, delimitada por las luces traseras envolventes.
El Y10 se ofrecía únicamente con carrocería de tres puertas, con puertas relativamente grandes, lo que facilitaba el acceso incluso a los pasajeros traseros. El portón trasero, casi vertical, se abatía para facilitar el acceso al maletero desplazando el punto de giro once centímetros hacia el centro del techo. Las luces traseras eran horizontales, similares a las del A112, con un parachoques trasero envolvente.
El coche comparte mecánica con el Fiat Panda y era en gran medida convencional en su diseño, con un motor montado transversalmente y tracción delantera o en las cuatro ruedas. La capacidad de combustible, de 47 litros (10,3 impgal; 12,4 galAm), era al menos un cincuenta por ciento más de lo que era habitual para la clase.

### Interior
El interior estaba alfombrado y presentaba tapicería de tela en los asientos y tapicería Alcantara opcional en el tablero, asientos y paneles de las puertas, y opciones como ventanas eléctricas, cierre centralizado, asiento trasero dividido, ventana trasera abatible eléctricamente, techo corredizo de cristal y sistema de control de climatización con controles electrónicos y pantalla LED, similar al que ya adoptó el Fiat Regata.

## Primera serie (1985–1988)
La atención y el interés del público internacional en el Salón del Automóvil de Ginebra dieron esperanzas al Grupo Fiat-Lancia de que el nuevo Y10 fuera del gusto del público, pero las ventas durante el primer mes fueron difíciles. Pocos estaban dispuestos a pagar el precio de venta del Y10. En 1985, Autobianchi-Lancia ensambló 63.495 Y10, en comparación con los 88.292 del antiguo A112 que se fabricaron el año anterior. Como respuesta, Lancia reajustó la línea con un modelo de entrada Y10 Fire de menor precio y agregó equipamiento al resto de la gama.. Técnicamente hablando, según un comunicado oficial del momento de su introducción, los nombres de los modelos debían escribirse en minúsculas ("Y10 fire, touring, turbo").
Todas las versiones venían con una caja de cambios de cinco velocidades, tracción delantera, un motor transversal delantero, una suspensión de puntal MacPherson y un eje rígido "omega" delantero y trasero.

### 1985
El Y10 Fire estaba equipado con el nuevo motor Fire (Fully Integrated Robotised Engine) de cuatro cilindros, con una cilindrada de 999 cc (61 cu in) y una potencia máxima de 45 cv (33 kW) a 5000 rpm, con un bajo consumo de combustible, bajo nivel de ruido y bajo consumo, lo que le permitía superar los 145 km/h (90 mph) y acelerar de 0 a 100 km/h (0 a 62 mph) en 16 segundos.
Y10 Touring: Estaba impulsado por un motor de fabricación brasileña de 1.049 cc (64 pulgadas cúbicas), que también se utilizó en el Fiat Uno brasileño. Este tiene una potencia máxima de 56 hp (41 kW) a 5850 rpm y un torque máximo de 81,4 N⋅m (60 lb⋅ft) a 3000 rpm,[cita requerida] y fue desarrollado a partir del cuatro cilindros diseñado por Lampredi de Fiat que originalmente equipó al Fiat 127. El Touring es externamente idéntico al Y10 Fire, aparte de la insignia del maletero, mientras que en el portador se puede ver el Alcantara en lugar de las cubiertas de tela. El Touring tenía una velocidad máxima de 155 km/h (96 mph) y una aceleración de 0 a 100 km/h (0 a 62 mph) en 14,5 segundos.
Y10 Turbo: El turbo tenía el mismo motor básico brasileño FIASA que el Touring. Sin embargo, estaba equipado con un turbocompresor IHI con intercooler, con una potencia máxima de 85 hp (63 kW) a 5750 rpm y un torque máximo de 122.6 N⋅m (90 lb⋅ft) a 2750 rpm. Comparado con el 1050 de aspiración natural en el Touring, se distinguía por válvulas de escape rellenas de sodio, bomba de combustible eléctrica y un encendido electrónico Magneti Marelli "Digiplex". Presumía de un sistema de turbocompresor de Fórmula 1 en miniatura con intercooler, válvula de derivación y válvula termostática. Esta versión tenía una velocidad máxima de 180 km/h (112 mph) y aceleraba de 0 a 100 km/h (0 a 62 mph) en 9,5 segundos. Era reconocible externamente por la presencia de un ribete rojo en los parachoques, por la banda adhesiva en la base del lateral con la inscripción Turbo, parachoques más grandes en la parte delantera para alojar el intercooler y en la trasera para alojar la caja de escape transversal exclusiva de este modelo con un tubo de escape pulido. Este modelo era más grande que las otras versiones y más silencioso por dentro. Tenía un diseño de rueda inusual con algunos modelos equipados con ruedas métricas de 340 mm (entre 13 y 14 pulgadas) y asientos más deportivos, así como molduras y envolturas diferentes, además de más instrumentos analógicos incluyendo un manómetro Turbo.

### 1986
En 1986, se añadieron nuevas versiones, algunas de ellas más económicas. La gama incluía los modelos Fire, Fire LX, Touring y Turbo. Todos contaban con el volante ajustable en altura. Las ventas finalmente comenzaron a crecer. A finales de 1986 se introdujo una versión 4x4; la producción total de todos los modelos en 1986 fue de 80.403 unidades.
Y10 Fire: La nueva versión básica, el Fire, ahora era equipamiento de serie con un precio más bajo, estimado en un millón de liras. Este modelo se reconocía por su frontal con marco negro mate y parrilla negra (a diferencia del Fire de 1985, que tenía un marco de acero inoxidable pulido y una rejilla plateada). Las luces traseras eran simplificadas y asimétricas, con solo una luz de marcha atrás a la derecha y un solo faro en la luz antiniebla trasera izquierda. El interior contaba con tapicería de tela y un nuevo salpicadero. No había puertas en los compartimentos ni cajones.
Y10 Fire LX: Entre el Fire y el Touring había un nuevo modelo, el Fire LX. En esencia, era la versión de 1985 del Fire, y se diferenciaba de la nueva versión básica. Parecía más sofisticada, contaba con cajones y compartimentos con cierre automático y estaba tapizada en Alcántara. Elevalunas eléctricos, cierre centralizado, reloj digital de techo, Borletti Veglia Flash y luces de lectura eran de serie.
Y10 Touring: La versión Touring mantuvo el mismo precio, pero ofreció más equipamiento, incluyendo elevalunas eléctricos delanteros, cierre centralizado y reloj digital. El motor se mantuvo igual: un cuatro cilindros atmosférico de 1.049 cc.
Y10 Turbo: El Y10 Turbo (similar al Touring) ofrecía elevalunas eléctricos delanteros de serie, cierre centralizado y reloj digital interno. Presentaba un acabado mejorado respecto a los modelos anteriores, con componentes de plástico de mejor calidad. Algunos modelos ofrecían elevalunas eléctricos traseros, climatizador digital e interior de Alcántara.

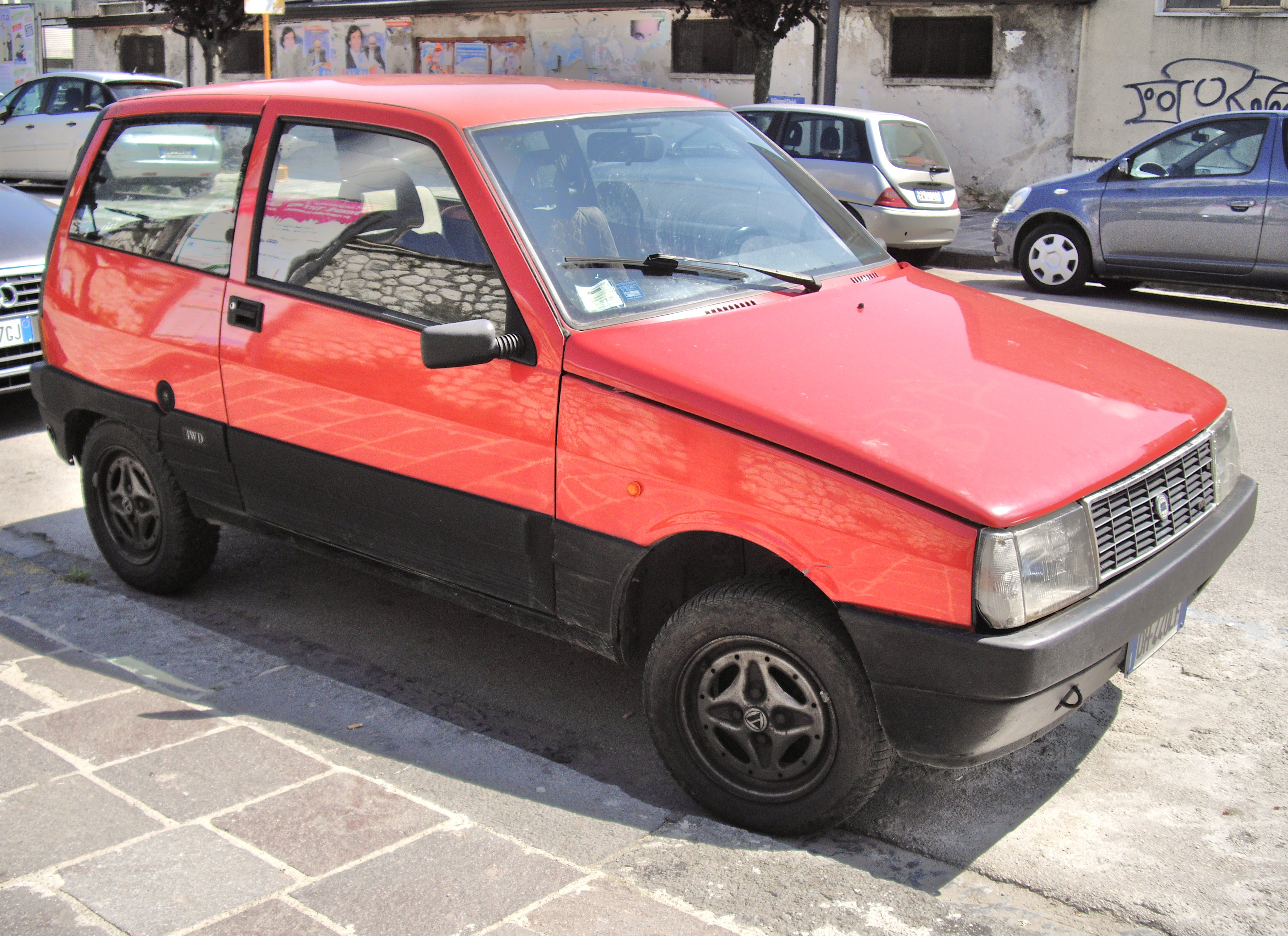
Lancia Y10 4WD

Y10 4WD: A finales de octubre de 1986, la gama se amplió aún más. Estrenó el Y10 4WD, versión con tracción a las cuatro ruedas (derivada del mismo sistema de tracción del Panda 4x4 y producida en empresa conjunta con Steyr), equipado con Fire a partir de 999 cc (61 pulgadas cúbicas), con potencia aumentada hasta alcanzar los 50 CV (37 kW) a 5500 rpm. Podría decirse que era un auténtico SUV adelantado a su tiempo por su diseño, acabados y su dotación mecánica. La tracción total se podía implementar con un botón en el tablero, y un sistema electroneumático complejo y moderno permitía, apagar la tracción en las cuatro ruedas, dejar firmes el eje de transmisión y los semiejes traseros, la tracción se insertaba presionando el botón, el motor estaba en marcha y el auto se detenía o al menos a velocidades inferiores a 55 km/h (34 mph), donde la tracción se insertaba sobre esta velocidad, la rueda encajaba solo disminuyendo la velocidad por debajo de 55 km/h (34 mph) y también para evitar la acumulación de hielo, barro o nieve que obstruyera los actuadores del sistema de control de la transmisión, se insertaba automáticamente al apagar el motor. Era fácil reconocer la 4WD gracias a la gran fascia lateral de material plástico, las llantas de un diseño específico sin tapacubos y el protector contra salpicaduras delantero y trasero; para distinguirlo aún más, se escribió una identificación única en el portón trasero, en los escudos laterales y en el protector contra salpicaduras de serie. En el interior había un novedoso volante cubierto. El paquete estándar incluía: un espejo exterior derecho, sistema de limpieza de faros opcional, instrumentación y sistema de control con tacómetro, techo solar, elevalunas eléctricos, cierre centralizado, asiento trasero dividido y volante ajustable en altura. El Y10 4WD tenía una velocidad máxima de 145 km/h (90 mph) y aceleraba de 0 a 100 km/h (62 mph) en 17,4 segundos.

### 1987–1988
En el período 1987-88, el pequeño Autobianchi se convirtió en un producto cada vez más maduro, con una posición definida en el mercado que atraía a una clientela diversa. Ya había alcanzado el éxito esperado y se hizo notar en los eventos automovilísticos con la presentación de "series especiales" de versiones mejoradas y exclusivas, con características y detalles únicos, que no estaban disponibles en otros vehículos, una vez más, para enfatizar la variedad disponible para los compradores del Y10. Veinte años después, las versiones especiales relacionadas con una marca, no necesariamente del sector automotriz, son visibles para todos y ahora forman parte permanente de las listas de la gran mayoría de los fabricantes. Se trataba de vehículos modernos, atractivos y vinculados a estilos de vida específicos, que actuaban como "símbolos de estatus" que indicaban la pertenencia a un grupo específico. En 1987, se ensamblaron 109.708 Y10, lo que elevó el total fabricado desde 1985 a 254.000.
Junto a las versiones clásicas de la lista también se ejecutan versiones especiales.

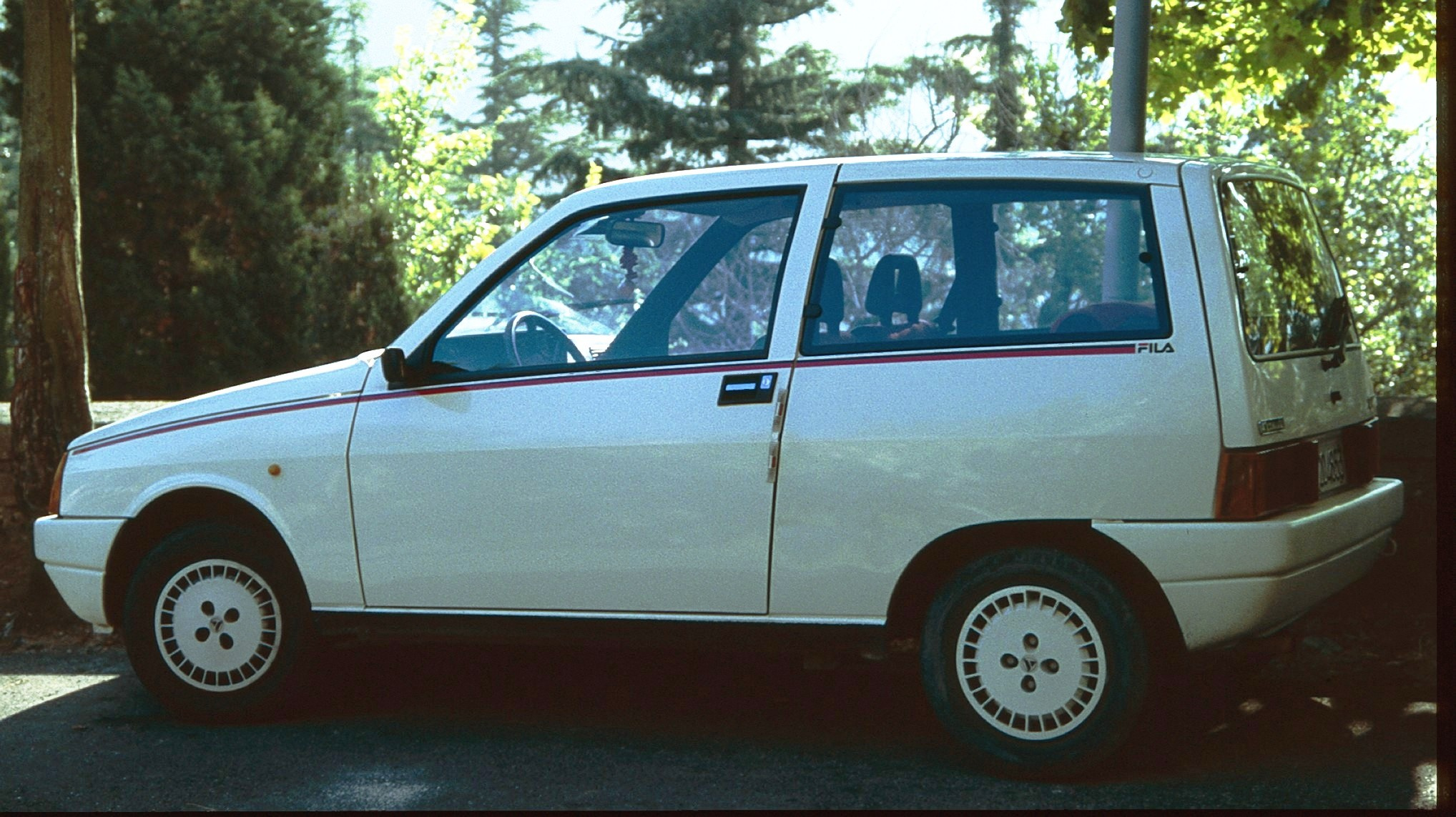
Autobianchi Y10 Fila

Y10 Fila: La primera versión especial que debutó en febrero de 1987 fue el Y10 Fila, un modelo dirigido principalmente a clientes jóvenes y dinámicos: un homónimo de deporte y ocio firmado por Biella. Mecánicamente derivado del Y10 Fire (gama 1986), que conservaba los accesorios de serie, era muy fácil de reconocer porque estaban completamente pintados de blanco: no solo la carrocería, sino también el portón trasero, los parachoques, la parrilla delantera y los embellecedores de las ruedas. Para romper la monotonía, unas tiras adhesivas en negro y azul (o negro y rojo) recorrían la línea de cintura, culminando hacia la puerta, con la famosa marca. Los asientos y los paneles de las puertas estaban cubiertos con tela azul (o roja), y el logotipo de Fila se colocaba en los respaldos de los asientos delanteros. El éxito de esta primera versión especial dio lugar a una segunda versión, llamada Fila 2, cuya carrocería estaba pintada de negro, esta vez excluyendo tapacubos, parachoques y parrilla delantera. La tira que recorría la pared lateral era blanca y roja, al igual que la tela del interior.
Y10 Martini: El Y10 Martini, lanzado unos meses después de la primera edición del Fila, llegó a los concesionarios en junio de 1987. Diseñado para celebrar la asociación deportiva con Martini y Rossi, que durante décadas conectó los éxitos de Lancia en el mundo de las carreras con su incomparable Delta, el Y10 Martini contaba con un Turbo y estaba disponible únicamente en blanco. El blanco también se usaba para los tapacubos (disponibles como llantas de aleación opcionales), mientras que los parachoques, envolventes y rebajados, del Turbo no estaban pintados. El lateral estaba cubierto por una franja con los colores de la escudería Martini, que también se usó para la tela de los asientos y los paneles de las puertas.
Y10 Missoni: En octubre de 1987, se lanzó el Y10 Missoni, derivado del Fire LX y firmado por el famoso diseñador de moda Ottavio Missoni (quien apareció en un anuncio de televisión junto a su creación). Missoni eligió el color Azul Memphis para la carrocería, exclusivo con puertas negras. Este color se utilizó para las telas interiores, y el salpicadero y los paneles de las puertas de Alcantara eran de color avellana. Los asientos lucían una franja de terciopelo "Missonato" y la moqueta combinaba con el color exterior. Para que esta versión fuera reconocible, en la parte trasera del lateral, a medio camino entre la nervadura y la luneta trasera, se aplicó el logo Missoni.

## Segunda serie  (1989–1992)
En febrero de 1989, el Autobianchi Y10 presentó su segunda serie, caracterizada por pequeñas mejoras en el interior y el motor.
Todos los modelos contaban ahora con: embellecedores de ruedas de nuevo diseño (excepto la tracción a las cuatro ruedas), intermitentes delanteros blancos, luces traseras (simétricas e iguales en todas las versiones) en dos colores; doble luz de marcha atrás ahumada, doble faro antiniebla rojo, luces de posición y de freno (doble fila) en rojo e intermitentes ahumados.
El Fire contaba con una nueva parrilla del radiador, cuyo marco exterior estaba revestido de acero inoxidable desde 1986, pero esta versión tenía una parrilla de un solo color sin cromados. En el interior, se modificó el asiento trasero para aumentar la capacidad de carga del maletero, lo que le dio al coche una forma más vertical y menos acolchada. Los paneles de las puertas cambiaron e incorporaron botones en la parte inferior de la puerta delantera, elevalunas eléctricos (opcionales en el Fire) y altavoces. El salpicadero permaneció sin puertas ni compartimentos. Se utilizó una nueva tela para la tapicería.
Todos los nuevos modelos incorporaban paneles de instrumentos con nuevos gráficos y, excepto el Fire, un volante ajustable en altura. El aire acondicionado era ahora de serie y ofrecía una función manual de recirculación interna o, opcionalmente, un nuevo sistema de climatización digital, esta vez con control electrónico de temperatura y pantalla que incluía un ajuste "automático" para mantener una temperatura constante.
La gama anterior incluía el Fire, el Fire LX, el Touring, el Turbo y la serie especial. Solo se mantuvo el Fire, ya que todas las demás versiones dejaron de fabricarse junto con el motor de 999 centímetros cúbicos (61 pulgadas cúbicas). Este motor fue sustituido por el Fire de 1.108 cc (67,6 cu in), que debutó en 1988 con el lanzamiento del Fiat Tipo y que, en el caso del Y10, estaba equipado con inyección electrónica de combustible y se caracterizaba por una potencia máxima de 56 CV (41 kW) a 5.500 rpm y un par máximo de 88 N⋅m (65 lb⋅ft; 9 kg⋅m) a 3.000 rpm – es decir, el Fire LX, podía alcanzar los 156 km/h (97 mph) y acelerar de 0 a 100 km/h (0 a 62 mph) en 13,9 segundos.
El Y10 se retiró del mercado británico a finales de 1991, momento en el que las ventas de Lancia se encontraban en franco declive, a lo que no contribuyó la recesión. Poco más de dos años después, Lancia se retiró por completo del mercado británico.

### 1989 y la introducción de la inyección electrónica

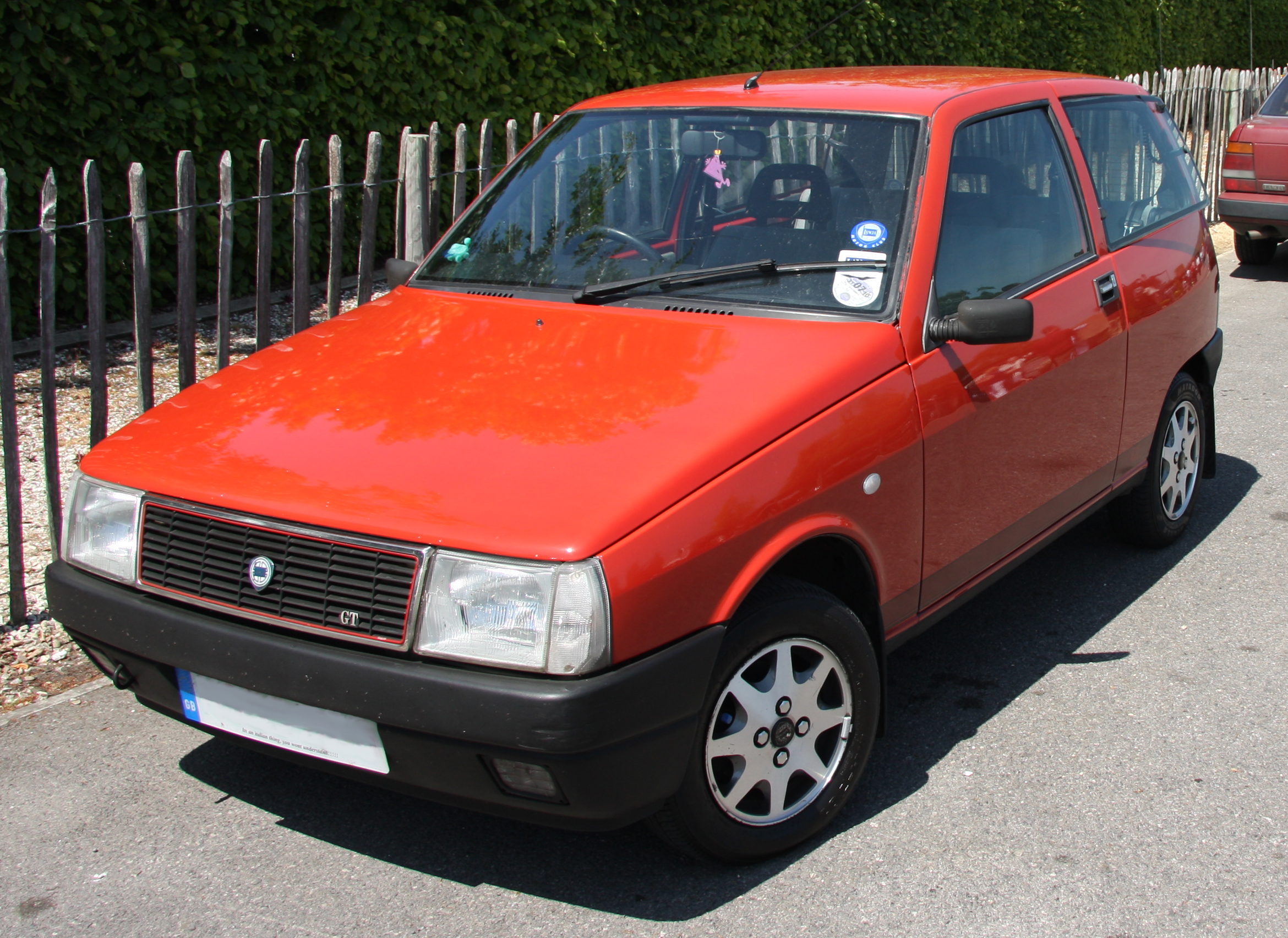
Lancia Y10 GT en el Reino Unido

Y10 GT i.e.: El motor turbo de 1050 se abandonó debido a las regulaciones de contaminación en países como Suiza, Austria y Alemania. El nuevo motor de 1.301 centímetros cúbicos (79 pulgadas cúbicas), fabricado en Brasil, tenía inyección de combustible con Multi Punto electrónico (Bosch L3.1 Jetronic) y se derivaba del 1050 anterior. Era capaz de generar una potencia máxima de 78 hp (57 kW) a 5750 rpm y un par máximo de 100 N⋅m (74 lb⋅ft; 10 kg⋅m) a 3250 rpm. Esto equipó a la nueva versión 1300 GT i.e. con la capacidad de alcanzar 178 km/h (111 mph) y acelerar de 0 a 100 km/h (0 a 62 mph) en 11,5 segundos. También prometía mayor comodidad y una conducción más suave que la estridente versión turbo. Con la descontinuación del Turbo, el rendimiento se vio ligeramente afectado, pero el GT era mucho más práctico, convirtiéndose en un GT más versátil. El GT se caracteriza por un borde rojo que enmarca la parrilla delantera, una tira adhesiva con la marca de identificación que recorre el borde inferior del lateral, tapacubos originales (llantas de aleación opcionales) y un tubo de escape cromado. La instrumentación, al igual que la del Turbo anterior, es más completa y deportiva.
Y10 Fire LX i.e. (y versión Selectronic): El nuevo Y10 Fire LX i.e. se distinguía exteriormente por el parachoques inferior pintado del color de la carrocería, la tira adhesiva con la marca de identificación que recorre el borde inferior del lateral y el tubo de escape cromado. En el interior, los asientos estaban tapizados en tela o, opcionalmente, en Alcántara. El salpicadero y los paneles de las puertas vienen tapizados en Alcántara de serie.

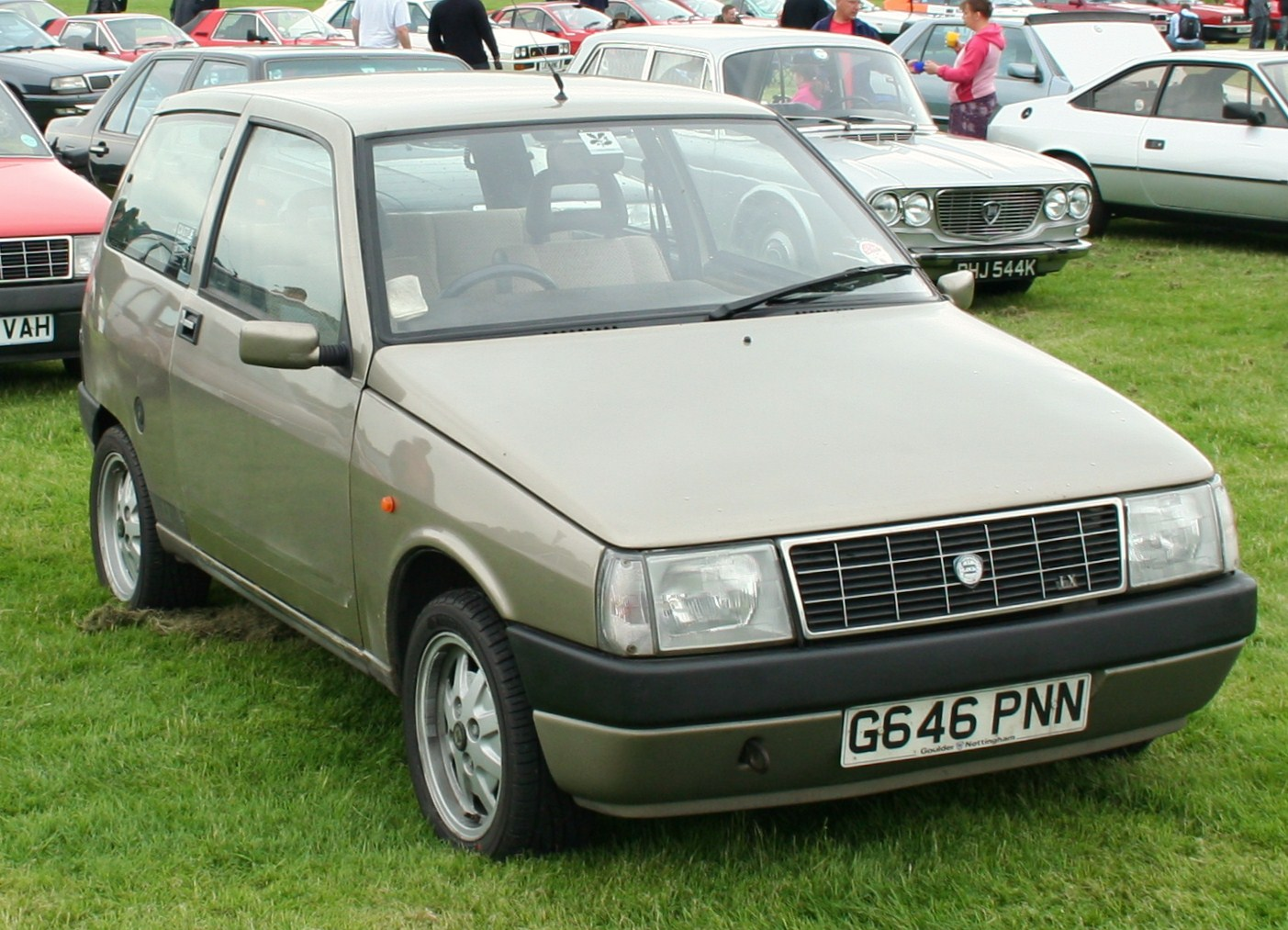
Lancia Y10 Fire LX i.e.

En diciembre de 1989, Autobianchi, estrenó la versión Y10 con transmisión automática Selectronic con ECVT: Transmisión Electrónica Continuamente Variable. Movido por un motor de 1100 centímetros cúbicos (67 plg³) de inyección directa de punto único LX (es decir, la transmisión automática Selectronic tiene una relación continuamente variable con el embrague electromagnético - no hidráulico como el Fiat Uno Selecta), alcanza una velocidad máxima de 150 km/h (93 mph) y acelera de 0 a 100 km/h (0 a 62,1 mph) en 15 segundos. La transmisión CVT fue producida por la japonesa Fuji y fue la misma que se utilizó en el Subaru Justy.
Y10 4WD i.e.: El 4WD, con tracción total insertable, cambió su motor del Fire 1000 al Fire 1100 de encendido electrónico Single Point del LX. Con el nuevo motor, el 4WD podía alcanzar los 151 kilómetros por hora (94 mph) y acelerar de 0 a 100 km/h (0 a 62,1 mph) en 15 segundos. El aspecto exterior se mantuvo sin cambios, conservando el extremo lateral de la versión anterior.

### 1990–1992
Unos meses más tarde, en marzo de 1990, se anunció una gama de modelos catalizados Y10. Para cada versión existente había un modelo correspondiente con convertidor catalítico, con la excepción del carburador Fire, que siguió siendo el más vendido gracias a su menor precio y su economía general.
El motor de 1.108 centímetros cúbicos (68 pulgadas cúbicas), llamado "Europa" de acuerdo con las Directivas de la UE, en una versión ecológica alcanzaba una potencia máxima de 50 CV (37 kW), suficiente para permitir que el LX alcanzara los 150 km/h (93 mph), el Selectronic los 145 km/h (90 mph) y el i 4WD los 142 km/h (88 mph). La versión catalizada del GT, es decir, tenía un motor de 1.297 centímetros cúbicos (79 pulgadas cúbicas) con una potencia máxima de 72 CV (53 kW), que permitía una velocidad máxima de 172 km/h (107 mph).
Y10 Mia: El Y10 Mia introdujo la posibilidad de personalizar la paleta de colores del salpicadero, los paneles de las puertas y la tapicería con una selección de diferentes tonos de Alcántara (hielo, beige camel, turquesa y rojo carmín). El Mia representó casi el 40% de la producción total en 1991-92.
Y10 Ego: Dos meses después, en septiembre de 1991, se presentó el Ego. La versión LX se basaba en el Fire. Solo estaba disponible con carrocería de color Negro Mica (incluido el portón trasero) y estaba completamente tapizado en cuero de silla de montar (Poltrona Frau) en tono "Rojo Búlgaro", al igual que el salpicadero, la palanca de cambios, los paneles de las puertas y el volante. No tenía espuma, contaba con reposacabezas delanteros tapizados y neumáticos mejorados.
Y10 Avenue: A principios de 1992, tras el éxito de la versión especial del Mia, se lanzó el Y10 Avenue. Su portón trasero combinaba con el color de la carrocería. El Avenue también estaba disponible con transmisión automática Selectronic.
Y10 Marazzi Certa: Derivado del Avenue, el Y10 Certa fue preparado por Carrozzeria Marazzi y presentado en el Salón del Automóvil de Turín de 1992. Apodado por la prensa como "un vehículo utilitario antisecuestro", el coche fue diseñado para ofrecer mayor resistencia a los intentos de agresión, con una estructura de puerta reforzada, cerraduras y cristales a prueba de barrotes. Una opción disponible incluía una pequeña caja fuerte en el habitáculo para el transporte de objetos personales. Diseñado para mujeres, en el momento de su lanzamiento, su producción anual estaba limitada a 300 unidades, con un precio de 24 millones de liras.

## Tercera serie (1992–1995)
En 1992, el Y10 sufrió un lavado de cara, con cambios en el interior y el exterior. El frontal recibió una nueva parrilla y era más compacto; pero también más acorde con el estilo de los últimos vehículos Lancia. Los faros eran más pequeños y largos, mientras que los parachoques delanteros presentaban un nuevo diseño. El distintivo diseño trasero negro ahora era parcialmente del color de la carrocería, y los nuevos pilotos traseros identificaban al nuevo modelo.
Entre 1985 y 1992 Autobianchi-Lancia ensambló más de 850.000 modelos Y10.
|                                                   |
| Lancia/Autobianchi Y10 rediseñado (vista frontal) |

|                                                   |
| Lancia/Autobianchi Y10 rediseñado (vista trasera) |

## Características
El Y10 se ensamblaba en la planta de Autobianchi en Desio, Milán hasta 1992 y después en Arese cerca de la planta de Alfa Romeo. El Y10 se basa en la primera generación del Fiat Panda, pero acortado 10 cm en longitud y con suspensiones más suaves.
Inicialmente introducido en 1985 bajo la marca Autobianchi, contaba con un motor FIRE de 1.0 y 1.1 litros y el motor de origen brasileño SOHC 1049 cc anteriormente usado en la versión deportiva del Fiat 127, pero esta vez turboalimentado para producir 85 hp en el Y10 turbo. Finalmente Fiat deja de comercializar el Y10 bajo la marca Autobianchi en favor de Lancia con excepción de Italia, Francia y Japón. El Y10 dejaría de fabricarse en 1996, fecha en la que es reemplazado por el Lancia Y.